# 三文小説/千両役者
「三文小説／千両役者」（さんもんしょうせつ／せんりょうやくしゃ）は、日本のミクスチャーバンド・King Gnuの通算6作目のシングル。Ariola Japanより2020年12月2日にリリースされた。表題曲「三文小説」は日本テレビ系 土曜ドラマ『35歳の少女』の主題歌に、「千両役者」はNTTドコモ「5G」のCMソングに起用された。「三文小説」は2020年10月30日に先行配信された。

## 背景
2020年9月24日、表題曲「三文小説」が日本テレビ系 土曜ドラマ『35歳の少女』の主題歌に起用されることが発表された。10月17日には同曲を収録した本シングルを発売することがアナウンスされた。前作のシングル「傘」より約1年2か月振り、CDシングルでの発売は「Prayer X」より約2年3か月振りのリリースであり、メジャーデビュー後初となっている。またKing Gnuとしての作品リリースは同年1月にリリースしたアルバム『CEREMONY』以来11か月ぶり。その後10月30日に「三文小説」が先行配信され、11月6日には同曲のミュージックビデオがYouTubeにて公開された。なお「千両役者」も、12月2日にミュージックビデオの公開と同時に配信が解禁されている。

## チャート成績
2020年10月30日に先行配信された「三文小説」は、2020年11月9日付（集計期間：2020年10月26日～11月1日）のBillboard JAPANダウンロード・ソング・チャート「Download Songs」にて28,941DLを売り上げ、初登場4位を果たした。翌週のチャートでは、ダウンロード3位 (21,743DL)、ストリーミング16位 (3,754,379再生) を記録し、総合チャート「JAPAN HOT 100」で初のTOP10入り (第10位) を果たした。
約1か月後にフィジカルCDが発売されると、12月14日付（集計期間：2020年11月30日～12月6日）のビルボード・ジャパンにて、CDセールス2位 (55,209枚)、ダウンロード4位 (25,642DL)、ストリーミング11位 (4,914,046再生)を記録し、「JAPAN HOT 100」では最高位となる4位にジャンプアップした。CDリリースと同時に配信がスタートした「千両役者」は、同週に23,963DLを売り上げ、「Download Songs」にて5位に初登場した。

### 認定と売上
|                                                           | 認定 (RIAJ) | 売上/再生回数       |
| --------------------------------------------------------- | ----------- | ------------------- |
| フィジカルCD                                              | ゴールド    | 100,000** 枚        |
| 「三文小説」                                              |             |                     |
| ダウンロード                                              | ゴールド    | 100,000* DL         |
| ストリーミング                                            | プラチナ    | 100,000,000* 回再生 |
| 「千両役者」                                              |             |                     |
| ストリーミング                                            | シルバー    | 30,000,000* 回再生  |
| *認定のみに基づく売上/再生回数 **認定のみに基づく出荷枚数 |             |                     |

## 収録曲
| 全作詞・作曲: 常田大希、全編曲: King Gnu。 |                                                           |          |            |
| #                                          | タイトル                                                  | 作詞     | 作曲・編曲 |
| 1.                                         | 「三文小説」(日本テレビ系 土曜ドラマ『35歳の少女』主題歌) | 常田大希 | 常田大希   |
| 2.                                         | 「千両役者」(NTTドコモ「5G」CMソング)                     | 常田大希 | 常田大希   |

| #   | タイトル                              | 作詞 | 作曲・編曲 |
| --- | ------------------------------------- | ---- | ---------- |
| 1.  | 「飛行艇」                            |      |            |
| 2.  | 「Sorrows」                           |      |            |
| 3.  | 「あなたは蜃気楼」                    |      |            |
| 4.  | 「ロウラブ」                          |      |            |
| 5.  | 「It's a small world」                |      |            |
| 6.  | 「Vinyl」                             |      |            |
| 7.  | 「Overflow」                          |      |            |
| 8.  | 「NIGHT POOL」                        |      |            |
| 9.  | 「白日」                              |      |            |
| 10. | 「Slumberland」                       |      |            |
| 11. | 「Hitman」                            |      |            |
| 12. | 「The hole」                          |      |            |
| 13. | 「Don't Stop the Clocks（Acoustic）」 |      |            |
| 14. | 「McDonald Romance（Acoustic）」      |      |            |
| 15. | 「Bedtown（Acoustic）」               |      |            |
| 16. | 「Tokyo Rendez-Vous」                 |      |            |
| 17. | 「Prayer X」                          |      |            |
| 18. | 「Flash!!!」                          |      |            |
| 19. | 「Teenager Forever」                  |      |            |
| 20. | 「傘」                                |      |            |
| 21. | 「サマーレイン・ダイバー」            |      |            |